# Новое литературное обозрение (издательство)
«Новое литературное обозрение» («НЛО») — российское издательство. Основано в 1992 году. Издает книги и журналы культурной и гуманитарной направленности. Среди периодических изданий «НЛО» журналы «Новое литературное обозрение», «Неприкосновенный запас» и «Теория моды». «НЛО» издает 28 книжных серий, проводит две ежегодные научные конференции (Большие и Малые Банные чтения).
Книги издательства становились лауреатами конкурсов «Книга года», «Серебряная литера», «Премия Андрея Белого». Главный редактор и по совместительству владелец издательства Ирина Прохорова награждалась Государственной премией в номинации «Лучший просветительский проект», премией «Liberty» (вручается за вклад в развитие культурных отношений между Россией и США), орденом «Кавалера искусств и литературы» Франции, «Премией Андрея Белого» в номинации «За заслуги перед литературой».
В 2006 году литературные критики, опрошенные газетой «Культура», назвали «НЛО» в числе семи лучших издательств России.
Как отмечает А. А. Фокин в 2019 году: «Издательство „Новое литературное обозрение“ давно приобрело статус законодателя интеллектуальной моды в отечественных гуманитарных исследованиях».

## История
Издательство основано в 1992 году Ириной Прохоровой.
В 2001 году в шорт-лист литературной премии имени Андрея Белого вошли четыре книги издательства «Новое литературное обозрение».
В 2007 году в «длинный список» литературной премии «Русский Букер» вошла книга Эйтана Финкельштейна «Пастухи фараона», выпущенная издательством «Новое литературное обозрение».
В 2008 году издательство «Новое литературное обозрение» и фонд «Эра» организовали международную мультимедийную конференцию «Неканонический классик», посвященную памяти Дмитрия Александровича Пригова. Конференция прошла в июле 2008 в Москве.
В 2010 году в «длинный список» литературной премии «Русский Букер» вошла книга Игоря Клеха «Хроники 1999 года», выпущенная издательством «Новое литературное обозрение».
В 2010 году издательство «Новое литературное обозрение» и Немецкий культурный центр имени Гёте в Москве организовали дискуссионный проект «Настоящее будущего».
В 2011 году на Московской международной книжной выставке-ярмарке книга «О редактировании и редакторах», составленная Аркадием Мильчиным и выпущенная издательством «Новое литературное обозрение», стала победителем конкурса «Книга года» в номинации «Учебник XXI века».
В 2012 году на ярмарке non/fiction издательство презентовало первый том собрания сочинений Дмитрия Александровича Пригова:
- Д. А. Пригов. Монады / Собрание сочинений в 5 томах. Редактор: Марк Липовецкий. — М.: Новое литературное обозрение, 2013. — Т. 1. — 814 с. — 3000 экз. — ISBN 978-5-4448-0035-5, 978-5-4448-0036-2.

В 2013 году в шорт-лист из пяти книг поэтической премии «Различие» вошли три книги издательства «Новое литературное обозрение»:
- Фаина Гримберг. Четырёхлистник для моего отца. — Новое литературное обозрение, 2012. — 384 с. — (Новая поэзия). — 500 экз. — ISBN 978-5-86793-977-9.
- Дина Гатина. Безбашенный костлявый слон / Авторский сборник. — Новое литературное обозрение, 2012. — 144 с. — (Новая поэзия). — 1000 экз. — ISBN 978-5-86793-927-4.
- Станислав Львовский. Всё ненадолго. — Новое литературное обозрение, 2012. — 192 с. — (Новая поэзия). — 500 экз. — ISBN 978-5-4448-0008-9.

Поэтическую премию «Различие» в 2013 году получила книга «Четырёхлистник для моего отца» Фаины Гримберг, вышедшая в издательстве «Новое литературное обозрение» в 2012 году.

## Книжные серии
Издательство публикует книги по тематическим сериям:
- Библиотека журнала «Неприкосновенный запас»
- Библиотека журнала «Теория моды»
- Драма
- Интеллектуальная история
- История науки
- Кинотексты
- Критика и эссеистика
- Культура повседневности
- Кумиры нашего детства
- Либерал.ру
- Научная библиотека
- Новая поэзия
- Очерки визуальности
- Переписка
- Письма русского путешественника
- Поэзия русской диаспоры
- Премия Андрея Белого
- Премия Liberty
- Россия в мемуарах
- Сказки НЛО
- Современное европейское письмо: Польша, Венгрия, Чехия
- Театральная серия
- Уроки русского
- Филологическое наследие
- Художественная серия
- Что такое Россия (совместно с Вольным историческим обществом)
- Энциклопедии, справочники, словари
- Archivalia Rossica
- Historia Rossica
- Studia europaea
- Studia urbanica